# Norbert Losch
Norbert Losch (* 17. September 1941 in Berlin) ist ein deutscher Schauspieler.

## Leben
Losch studierte von 1959 bis 1961 bei Axel Ivers an der Staatlichen Schauspielschule am Konservatorium Wiesbaden. Seitdem spielte er an Theatern wie der Freien Volksbühne Berlin, dem Schillertheater Berlin, dem Schauspielhaus Hamburg und der Berliner Volksbühne am Rosa-Luxemburg-Platz und arbeitete dabei unter Regisseuren wie Helmut Käutner, Fritz Kortner, Hans Lietzau, Walter Wicclair und Christoph Schlingensief.
Seit Anfang der 1960er Jahre trat er in deutschen und internationalen Filmproduktionen auf, so in mehreren Italowestern, aber auch in Filmen von Regisseuren des Neuen Deutschen Films. Zu größerer Bekanntheit brachte er es durch seine Rollen in zwei Helge-Schneider-Filmen in den 1990er Jahren. Im Jahr 2006 spielte er an der Volksbühne unter der Regie von Christoph Schlingensief.
In Unbeleuchtet, einem 2007 fertiggestellten Dokumentarfilm von Ruth Spichtig und Frédéric Jaeger, ist Losch einer der Protagonisten.

## Filmografie (Auswahl)
- 1960: Jenseits des Rheins (Le passage du Rhin; Regie: André Cayatte)
- 1961: Urteil von Nürnberg (Judgment at Nuremberg; Regie: Stanley Kramer)
- 1961: Das Riesenrad (Regie: Géza von Radványi)
- 1961: Es muß nicht immer Kaviar sein (Regie: Géza von Radványi)
- 1962: Die Mondvögel (TV; Regie: Peter Zadek)
- 1965: Julia und die Geister (Giulietta degli spiriti; Regie: Federico Fellini)
- 1965: Brennt Paris? (Paris brûle-t-il ?; Regie: René Clément)
- 1967: Von Angesicht zu Angesicht (Faccia a faccia; Regie: Sergio Sollima)
- 1968/69: Alabama: 2000 Light Years (HFF München; Regie: Wim Wenders)
- 1970/71: Nicht der Homosexuelle ist pervers, sondern die Situation, in der er lebt (Regie: Rosa von Praunheim)
- 1974: Axel von Auersperg (TV; Regie: Rosa von Praunheim)
- 1974: Pusteblume (Regie: Adrian Hoven)
- 1976: Fellinis Casanova (Il Casanova di Federico Fellini; Regie: Federico Fellini)
- 1977: Es muß nicht immer Kaviar sein (TV-Serie)
- 1977/78: Spiel der Verlierer / Morgen wirst du um mich weinen (Regie: Christian Hohoff)
- 1978: Nosferatu – Phantom der Nacht (Regie: Werner Herzog)
- 1978/79: Ein Mann auf den Knien (Un uomo in ginocchio; Regie: Damiano Damiani)
- 1979: Der menschliche Faktor (The Human Factor; Regie: Otto Preminger)
- 1981: Die Kameliendame (La vera storia della signora delle camelie; Regie: Mauro Bolognini)
- 1991/92: Otto – Der Liebesfilm (Regie: Otto Waalkes, Bernd Eilert)
- 1991: Mörderische Entscheidung (TV; Regie: Oliver Hirschbiegel)
- 1992: Berlin Break (TV-Serie; Regie: Dani Levy)
- 1992/93: Hilfe, meine Familie spinnt (TV-Serie; Regie: Michael Zens)
- 1992: Der Fahnder (TV-Serie)
- 1996: Die Kommissarin (TV-Serie)
- 1996: Ein Fall für zwei (TV; Regie: Bernhard Stephan)
- 1997: Praxis Dr. Hasenbein (Regie: Helge Schneider)
- 1998: Nicht seine Welt (Kurzfilm; Regie: Marc Bader)
- 1998/2006: WIKDKK – Wenn im Knast die Knochen knacken (Regie: Maurice Taube, Christoph Bennewitz)
- 2001: K.R.Ä.T.Z.Ä. - Essenspflicht (Kinospot; Regie: Ralf Krämer)
- 2003/04: Jazzclub – Der frühe Vogel fängt den Wurm (Regie: Helge Schneider)
- 2003/04: Berlioz in Berlin (Kurzfilm; Regie: Ralf Krämer)
- 2004: Meine Frau, meine Freunde und ich (Regie: Detlef Bothe)
- 2004: Tatort: Bienzle und der Feuerteufel (TV; Regie: Arend Agthe)
- 2005: Der Herr Jonathan (Kurzfilm; Regie: Maurice Taube)
- 2005: Flash Fanta – Lazaretti Connection (Kurzfilm; Regie: Maurice Taube)
- 2005/08: The African Twintowers (Regie: Christoph Schlingensief)
- 2007: Mona Sharma Sketchshow: Pilot (TV; Regie: Markus Linhof)
- 2007: Schloss Einstein (TV-Serie; Regie: Inga Taube)
- 2011: Masks - Audition for Death (Regie: Andreas Marschall)